# Richard Thomson (Kunsthistoriker)
Richard Thomson (geboren 1953) ist ein britischer Kunsthistoriker. Sein Arbeitsschwerpunkt ist die französischen Kunst des 19. und frühen 20. Jahrhunderts. Er veröffentlichte zu diesem Themenfeld zahlreiche Schriften und kuratierte international Ausstellungen.

## Leben
Thomsen studierte zunächst Neuere Geschichte am St Catherine’s College in Oxford. Daran schloss sich ebenfalls in Oxford ein postgraduiertes Studium der Kunstgeschichte an. Sein Studium schloss er als M.A. und Ph.D. am Courtauld Institute of Art der Universität London ab. 1985 wurde er Gründungsdirektor des Kunstzentrums Cornerhouse in Manchester und blieb in dieser Funktion bis 1995. Zudem unterrichtete er als Dozent an der University of Manchester und war 1993 Gastdozent am J. Paul Getty Museum in Malibu. Von 1996 bis 2018 war er Watson Gordon Professor of Fine Art an der University of Edinburgh. Dort wurde er 1994 Gründungsdirektor des Visual Arts Research Institute und blieb bis 2004 in dieser Position. Thomson erhielt bedeutende Forschungsstipendien, darunter 1995 das Leverhulme Research Fellowship sowie 2002 und 2008 Zuwendungen des Arts and Humanities Research Council. Weiterhin wurde er 1998 Fellow der Royal Society of Edinburgh, war 2007 und 2016 Gast-Fellow des Van Gogh Museums an der Universiteit van Amsterdam und 2008 Slade Professor of Fine Art an der University of Oxford. Er gehörte von 2002 bis 2010 dem Stiftungsrats der National Galleries of Scotland  an, war von 2008 bis 2014 Mitglied im Comité scientifique des Institut national d'histoire de l'art und 2010 bis 2017 im Conseil scientifique des Musée d’Orsay, beide in Paris.
Schwerpunkt von Thomsons Publikationen ist die französische Kunst des 19. Jahrhunderts und frühen 20. Jahrhundert. Zudem arbeitet er als Redaktionsmitglied für die Fachpublikationen Van Gogh Museum Studies, La Revue du Musée d’Orsay und Revue de l’art. Als Kurator war er an der Konzeption von zahlreichen internationalen Ausstellungen beteiligt. Dazu gehörten The Private Degas 1987 in Manchester und Cambridge, Camille Pissarro. Impressionism, Landscape, Rural Labour 1990 in Birmingham und Glasgow, Toulouse-Lautrec 1991–1992 in London und Paris, Monet to Matisse. Landscape Painting in France, 1874–1914 1994 in Edinburgh und Seurat and the Bathers 1997 in London. Es folgten die Ausstellungen Theo van Gogh 1999–2000 in Amsterdam und Paris, Monet, 1878–1882: The Seine and the Sea 2003 in Edinburgh, Toulouse-Lautrec and Montmartre 2005 in Washington D.C. und Chicago, Degas, Sickert and Toulouse-Lautrec. London and Paris, 1870–1910 2005 in Washington D.C. und London, Monet, 1840–1926 2010–2011 in Paris, Dreams of Nature. Symbolism from Van Gogh to Kandinsky 2012–2013 in Amsterdam, Edinburgh und Helsinki, Splendours & Miseries. Images of Prostitution in France, 1850–1910 2015–2016 in Paris und Amsterdam, Seurat’s Circus Sideshow 2017 in New York City und Monet and Architecture 2018 in London.

## Auszeichnungen
- 2012 Officier des Ordre des Arts et des Lettres
- 2018 Commandeur des Ordre des Arts et des Lettres

## Veröffentlichungen (Auswahl)
- Seurat. Phaidon, Oxford 1985, ISBN 0-7148-2287-6.
- mit Christopher Lloyd: Impressionist drawings from British public and private collections. Ausstellungskatalog Ashmolean Museum in Oxford, Phaidon, Oxford 1986, ISBN 0-7148-2418-6.
- The private Degas. Ausstellungskatalog Whitworth Art Gallery in Manchester und Fitzwilliam Museum in Cambridge, Herbert Press, London 1987, ISBN 0-906969-67-0.
- Degas, the nudes. Thames and Hudson, London 1988, ISBN 0-500-23509-0.
- Camille Pissarro, impressionism, landscape and rural labour. Herbert Press, London 1990, ISBN 1-871569-12-5.
- Monet to Matisse: landscape painting in France 1874–1914. Ausstellungskatalog National Gallery of Scotland, Edinburgh 1994, ISBN 0-903598-51-5.
- Edgar Degas, waiting. J. Paul Getty Museum, Malibu 1995, ISBN 0-89236-285-5.
- mit John Leighton: Seurat and the Bathers. Ausstellungskatalog, National Gallery, London 1997, ISBN 1-85709-174-4.
- Framing France: the representation of landscape in France, 1870–1914. Manchester University Press, Manchester 1998, ISBN 0-7190-4935-0.
- mit Phillip Dennis Cate, Gale B. Murray: Prints abound: Paris in the 1890s; from the collections of Virginia and Ira Jackson and the National Gallery of Art. Ausstellungskatalog National Gallery of Art, Lund Humphries, London 2000, ISBN 0-89468-277-6. (Digitalisat)
- mit Frances Fowle: Soil and stone, impressionism, urbanism, environment. Ashgate, Burlington, VT 2003, ISBN 0-7546-3685-2.
- mit Michael Clarke: Monet, the Seine and the sea, 1878–1883. Ausstellungskatalog National Galleries of Scotland in Edinburgh, Royal Scottish Academy, Edinburgh 2003, ISBN 1-903278-44-9.
- The troubled republic, visual culture and social debate in France, 1889–1900. Yale University Press, New Haven 2004, ISBN 0-300-10465-0.
- mit Phillip Dennis Cate, Mary Weaver Chapin: Toulouse-Lautrec and Montmartre. Ausstellungkatalog National Gallery of Art in Washington D.C. und Art Institute of Chicago, Princeton University Press, Princeton 2005, ISBN 978-0-691-12337-0 (Digitalisat).
- Vincent Van Gogh, the starry night. Museum of Modern Art, New York 2008, ISBN 978-0-87070-748-3.
- Art of the actual: naturalism and style in early Third Republic France, 1880–1900. Yale University Press, New Haven 2012, ISBN 978-0-300-17988-0.
- mit Rodolphe Rapetti: Traumlandschaften: symbolistische Malerei von Van Gogh bis Kandinsky. Deutsche Ausgabe des Katalogs zur Ausstellung Dreams of Nature. Symbolism from Van Gogh to Kandinsky im Van Gogh Museum in Amsterdam, der Scottish National Gallery in Edinburgh und dem Ateneum in Helsinki, Belser, Stuttgart 2012, ISBN 978-3-7630-2612-8.
- mit Susan Alyson Stein, Charlotte Hale, Silvia A. Centeno: Seurat’s Circus Sideshow. Ausstellungskatalog, Metropolitan Museum of Art, New York 2017, ISBN 978-1-58839-615-0.
- Monet and architecture. Ausstellungkatalog National Gallery London, Yale University Press, New haven 2018, ISBN 978-1-85709-617-0.